# Schwarze Engel
Schwarze Engel (englisch: Angels Flight) ist der achte Roman des US-amerikanischen Krimi-Autors Michael Connelly. Es ist das sechste Buch der Harry-Bosch-Serie, erschienen 1999, auf Deutsch 2000.

## Handlung
In einem Waggon der Standseilbahn Angels Flight
werden zwei Personen erschossen aufgefunden: der bekannte afroamerikanische Bürgerrechtsanwalt Howard Elias sowie Catalina Perez, eine Putzfrau. Der Fall ist für die Führung des LAPD brenzlig, denn das Spezialgebiet von Howard Elias war es, Mitglieder der Polizei von Los Angeles vor Gericht zu bringen. Und eben ein solcher Prozess sollte in wenigen Tagen beginnen, bei dem Elias beweisen wollte, dass die Polizei den Beschuldigten Michael Harris zu Unrecht des Mordes an Stacey Kincaid, der Tochter des Autozaren von Los Angeles, beschuldigt hatte und ihn misshandelt hatte, um das Geständnis des Unschuldigen zu erzwingen.
Der Deputy Chief Irvin Irving überträgt den Fall an Harry Bosch, wohl nicht zuletzt deshalb, weil mit Jerry Edgar und Kizmin Rider zwei Schwarze zu seinem Team gehören. In den Unterlagen des ermordeten Anwalts entdeckt Harry Bosch Hinweise darauf, dass die beschuldigten Polizisten die ihnen zur Last gelegten Übergriffe tatsächlich gemacht haben, obwohl er dies einem der Beschuldigten, seinem früheren Partner Frankie Sheehan, nie zugetraut hätte.
Sheehan hatte offenbar den Falschen im Visier. Harry Bosch macht sich also daran, den Fall der Entführung und Ermordung von Stacey Kincaid neu aufzurollen. Die Untersuchung zeigt schnell, dass der Anwalt einen Fall von Kinderpornographie im Internet entdeckt hatte, und als Bosch dieser Spur nachgeht, entwickeln sich die Ereignisse dramatisch.
Harry Bosch will der Sache auf den Grund gehen. Die Führung der Polizei, allen voran Irvin Irving, will jedoch, dass das Ansehen des LAPD möglichst unbeschadet aus der Affäre herauskommt, auch wenn dafür die Wahrheit verdreht werden muss. Die Sache wird nicht einfacher dadurch, dass die Kincaids eine der mächtigsten und einflussreichsten Familien von Los Angeles sind.
Persönlich wird Bosch nicht nur durch seine Enttäuschung über seinen früheren Partner belastet, sondern auch dadurch, dass ihn Eleanor Wish nach nur einem Jahr Ehe verlässt. So klärt er schließlich die Ermordung des Mädchens und die Morde an Angels Flight auf, doch die Ereignisse überrollen ihn.

## Verfilmung
Die Handlung der vierten Staffel der von Amazon Studios produzierten Krimiserie Bosch aus dem Jahr 2018 basiert im Wesentlichen auf „Schwarze Engel“.

## Rezeption
Nach eigenen Angaben wählte Connelly den Tatort, da er die Standseilbahn als symbolische Brücke ansehe und er sich immer als denjenigen sah, der jemanden dort umbringen würde.
Die vierte Staffel der Fernsehserie Bosch basiert auf diesem Roman.
Die New York Times findet, dass der Roman verwickelt sei. Aber Bosch sei darin „ein wunderbarer altmodischer Held, der keine Angst hat, durch die Flammen zu gehen“ und den Schmerz für den Leser zu erleiden. Publishers Weekly urteilte demgegenüber, dass der Roman die Figur des Harry Bosch in Richtung eines Dirty Harry der heutigen Zeit weiterentwickle, weg von dem ursprünglichen wunderbaren Charakter. Das Ende sei von einer Anti-Establishment-Moral getragen. Es sei keineswegs das beste Buch der Bosch-Reihe.
Die Krimi-Couch meint, dass die „Geschichte sauber geplottet sei und die Leser besonders im letzten Teil erfolgreich an der Nase herumgeführt“ würden. Der Autor der Rezension weist zudem auf „die vielen ‚chandleresken‘ Spitzen und Anspielungen“ in dem Roman hin.

## Auszeichnungen
- 1999: Dagger Award, Nominierung[7][8]

## Ausgaben
- Michael Connelly: Angels Flight. Little, Brown and Company, 1999 ISBN 978-0-316-15219-8
- Michael Connelly: Schwarze Engel. Roman. Aus dem Amerikanischen von Sepp Leeb. Heyne, München 2000, ISBN 978-3-453-17858-8; als TB: dto., Heyne, München 2001, ISBN 978-3-453-19890-6
- Michael Connelly: Schwarze Engel : Harry Boschs 6. Fall. Aus dem Amerikanischen von Sepp Leeb. Knaur eBook, München 2014, ISBN 978-3-426-42583-1